# 羅伯茨 (伊利諾伊州)
羅伯茨（英語：Roberts）是位於美國伊利諾伊州福特縣的一個村落。

## 地理
羅伯茨的座標為40°36′48″N 88°10′58″W / 40.61333°N 88.18278°W，而該地最高點為海拔高度239米（即784英尺）。

## 人口
根據2010年美國人口普查的數據，羅伯茨的面積為1.27平方千米，當中陸地面積為1.17平方千米，而水域面積為0.00平方千米。當地共有人口362人，而人口密度為每平方千米285人。